# Dodge v. Ford Motor Co.
Dodge v(ersus) Ford Motor Co. (dt. ‚Dodge gegen Ford Motor Company‘) ist ein Urteil in einem Gerichtsverfahren, in dem der Oberste Gerichtshof von Michigan (Michigan Supreme Court) entschied, dass Henry Ford die Ford Motor Company im Interesse seiner Aktionäre und nicht in wohltätiger Weise zum Nutzen seiner Angestellten oder Kunden führen muss. Das Urteil wird oft als Musterbeispiel des Aktionärsprimats (engl. shareholder primacy) gesehen.

## Sachverhalt des Falls

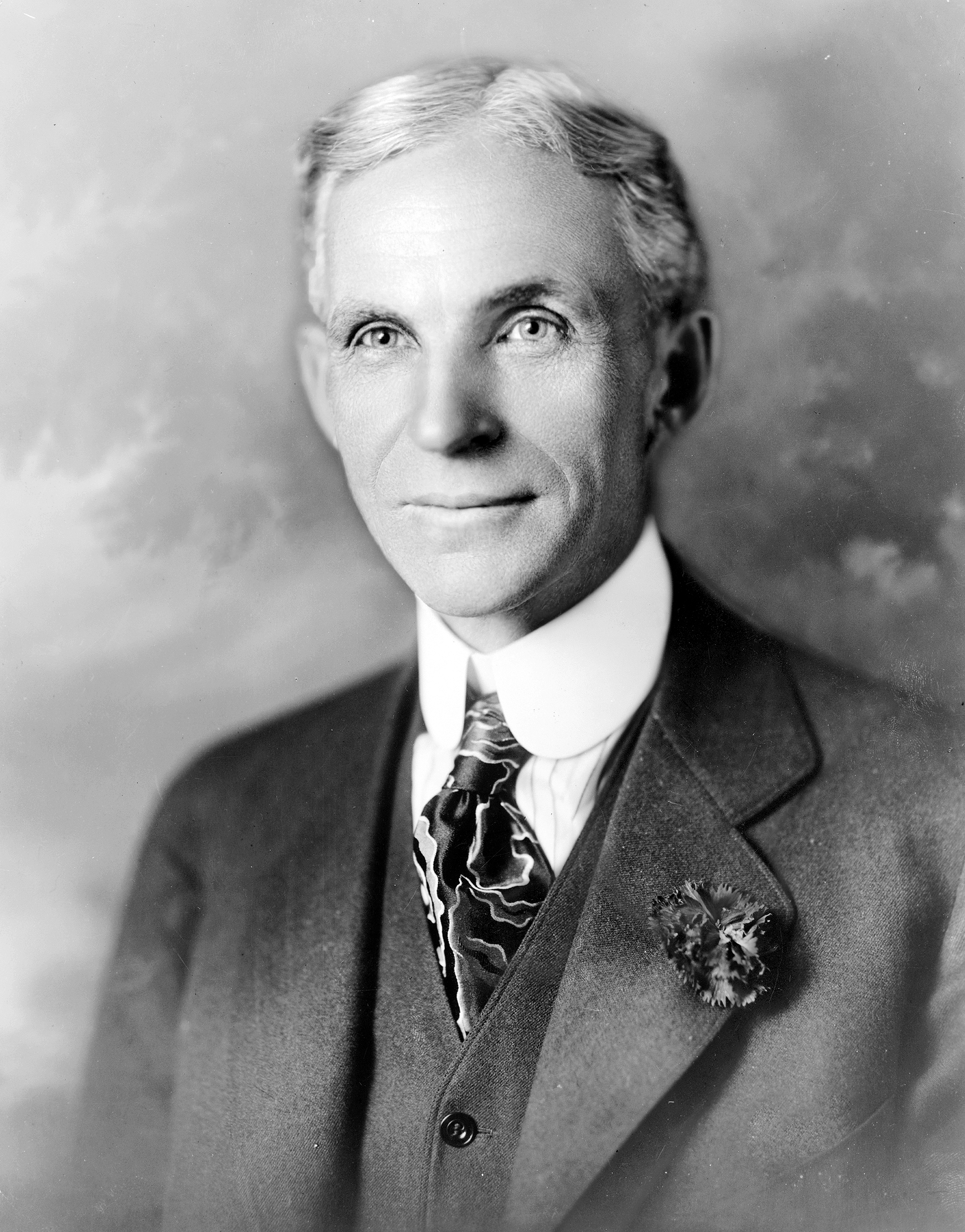
Einer der Beklagten: Henry Ford

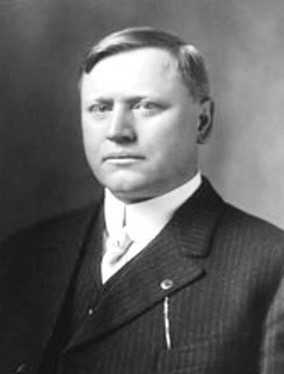
Einer der beiden Kläger: John Francis Dodge (um 1920)

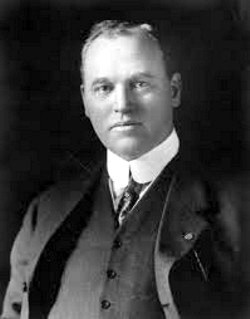
Der zweite Kläger: Horace Elgin Dodge (um 1920)

Die Brüder John Francis Dodge und Horace Elgin Dodge gründeten im Jahr 1900 in Detroit die Dodge Brothers Company. Das Unternehmen wurde ein wichtiger Automobilzulieferer, der für die schnell wachsende Zahl von Automobilfirmen in der Stadt Motoren und Fahrwerkskomponenten produzierte. So lieferte das Unternehmen beispielsweise an Ford eine Vielzahl von Komponenten für Fords ersten Wagen das Modell A, darunter das gesamte Fahrgestell. Henry Ford bot den Dodge-Brüdern bei der Gründung seines Unternehmens 10 Prozent der Aktien an seiner Ford Motor Company an, um dafür im Gegenzug Fahrzeugteile im Wert von 10.000 US-Dollar von Dodge geliefert zu bekommen. Ford konnte die Fahrzeugteile nicht anders finanzieren. Die Brüder willigten ein und gehörten somit nicht nur mit zu den ersten Investoren von Ford, sondern auch – nach Henry Ford – zu den größten Aktionären. 1913 gründeten die Dodge-Brüder mit der Dodge Brothers Motor Vehicle Company ihr eigenes Unternehmen, das ebenfalls Automobile herstellte. Auch 1916 gehörten sie mit ihrem Zehn-Prozent-Anteil an Ford zu den Großaktionären des Unternehmens. Henry Ford hielt 58 % an der Ford Motor Company. Im Oktober dieses Jahres beschloss Ford keine Sonderdividenden mehr an die Aktionäre auszuzahlen. Stattdessen wollte er das Geld in den Bau neuer Fabriken investieren. Damit sollten die Produktionszahlen und die Zahl der Beschäftigen drastisch erhöht werden und gleichzeitig die Herstellkosten und Verkaufspreise seiner Fahrzeuge weiter gesenkt werden. Ford sagte dazu gegenüber der Öffentlichkeit:

„Mein Bestreben ist es, noch mehr Menschen zu beschäftigen, die Vorteile dieses industriellen Systems auf die größtmögliche Zahl von Menschen zu verteilen und ihnen zu helfen, ihr Leben und ihr Heim aufzubauen. Um dies zu erreichen, stecken wir den größten Teil unserer Gewinne zurück in das Unternehmen.“

Die Minderheitsaktionäre lehnten diese Strategie ab und verlangten von Ford, dass er seine Preise nicht mehr senkt, wenn er kaum noch Aufträge für Autos erfüllen kann, und dass er weiterhin Sonderdividenden aus dem Kapitalüberschuss ausschüttet, anstatt die von ihm vorgeschlagenen Investitionen zu tätigen.

## Das Verfahren
Am 2. November 1916, einen Tag nach der Heirat von Henry Fords einzigem Sohn Edsel Ford mit Eleanor Lowthian Clay, verklagten John und Horace Dodge die Ford Motor Company, Henry Ford und weitere Beschuldigte beim Michigan State Circuit Court. Mit der Klage sollten die Beklagten gezwungen werden, 75 Prozent der Überschüsse des Unternehmens in Höhe von 39 Mio. US-Dollar (in heutiger Kaufkraft ca. 994 Mio. US-Dollar) als Dividende an die Aktionäre auszuschütten. Mit dieser und zukünftiger Dividenden aus ihrem Anteil an der Ford Motor Company planten die Brüder die Finanzierung der Expansionspläne ihres eigenen Unternehmens, der Dodge Brothers Motor Vehicle Company zu unterstützen. Nach Aussage von C. Harold Wills, dem Chefkonstrukteur von Fords Model T, boten die Dodge-Brüder im Januar 1917 Henry Ford ihren 10-prozentigen Anteil an der Ford Motor Company für 35 Millionen US-Dollar (in heutiger Kaufkraft ca. 740 Mio. US-Dollar) an. Ford lehnte das Angebot mit dem Hinweis ab, dass er kein Interesse an weiteren Anteilen am Unternehmen habe. Einem anderen Investor boten sie ihren Ford-Anteil im Juli 1917 für 36 Mio. US-Dollar an.

## Entscheidung der Gerichte
In seiner Entscheidung vom 31. Oktober 1917 ordnete der Michigan State Circuit Court an, dass die Ford Motor Company innerhalb von 90 Tagen 19,275 Mio. US-Dollar an ihre Aktionäre als Sonderdividende auszuschütten habe. Henry Ford legte gegen die Entscheidung Berufung am Obersten Gerichtshof von Michigan ein. Dieser stimmte am 7. Februar 1919 dem Urteil des nachgeordneten Gerichts zu, so dass die Ford Motor Company zuzüglich Zinsen genau 20.812.136 US-Dollar an ihre Aktionäre auszuschütten hatte. Davon erhielten die Dodge-Brüder, entsprechend ihrem Anteil am Unternehmen, 10 Prozent. Das Gericht begründete sein Urteil unter anderem wie folgt:

„Eine Kapitalgesellschaft ist in erster Linie für den Gewinn der Aktionäre organisiert und tätig. Die Befugnisse der Direktoren müssen zu diesem Zweck eingesetzt werden. Der Ermessensspielraum der Vorstände muss bei der Wahl der Mittel zur Erreichung dieses Zwecks ausgeübt werden und erstreckt sich nicht auf eine Änderung des Zwecks selbst, auf die Verringerung der Gewinne oder auf die Nichtverteilung von Gewinnen unter den Aktionären, um sie anderen Zwecken zu widmen.“

## Reaktionen auf das Urteil
Das Urteil des Michigan Supreme Court wird häufig zitiert, um als Präzedenzfall für die Maximierung des Aktionärsvermögens (shareholder wealth maximization) zu dienen. Dies wird im Allgemeinen jedoch ausgesprochen kontrovers diskutiert.
Im Dezember 1918 trat Henry Ford von seinem Posten als Präsident der Ford Motor Company zurück und drohte damit, ein neues, nur ihm gehörendes Unternehmen zu gründen, das ein Konkurrenzfahrzeug zum Modell T produzieren würde. Dies war jedoch nicht mehr als ein schlecht getarnter Versuch die übrigen Aktionäre aus der Ford Motor Company zu drängen. Mit seiner Drohkulisse versuchte er den Kaufpreis der Aktien auf ein möglichst niedriges Niveau zu drücken. Im Fall der Dodge-Brüder gelang ihm dies jedoch mehr schlecht als recht. Ford musste für das Aktienpaket der Dodge-Brüder 25 Mio. US-Dollar bezahlen. Im Juli 1919 besaß Ford dann alle Anteile an der Ford Motor Company.